# Pajem
O pajem normalmente é um jovem  serviçal, utilizado por príncipes ou guerreiros para acompanhá-los em campanhas militares.
Há indícios de que os pajens eram utilizados por exércitos como espiões do terreno e dos exércitos inimigos. Usualmente montados em cavalos leves e armados também levemente devido a sua função.

## O pajem medieval
Em tempos medievais, um pajem era um criado de cavaleiro; um aprendiz de fazendeiro. Um menino jovem que servia como pajem durante sete anos, da idade de sete (depois que cortando cabelo) até que ele tivesse catorze anos. Com catorze anos de idade, ele podia graduar-se para ser fazendeiro, e pela idade 20, possivelmente um próprio cavaleiro. Pajens semelhantes serviam em castelos, e grandes casas enfeitando e enviando mensagens para aristocratas e realeza. Esses meninos eram muitas vezes descendentes de outras grandes famílias que aprendiam os laços do sistema senhorial olhando e aprendendo. A sua residência na casa servia de um gesto de boa vontade entre as duas famílias implicadas e ajudou-os a ganhar contatos políticos das suas vidas adultas. Uma referência para este tipo de pajem é encontrada no cântico de Natal Good King Wenceslaus (Bom Rei Wenceslaus): "Para cá, pajem, e fique de frente para mim, se sabes o que dizes...."

## O pajem da casa moderna
Os meninos do contexto humilde também poderiam ganhar um lugar semelhante em uma grande casa. Segundo a Academia Internacional de Mordomo, esses pajens foram lacaios de aprendiz. Diferente dos meninos de sala, que faziam o trabalho pesado, esses pajens executavam trabalhos leves e eram fardados quando o aristocrata recebia visita.

## O pajem decorativo
Durante e depois da Renascença virou moda para meninos negros e homens jovens serem pajens decorativos, colocados em trajes chiques e atendendo a damas e senhores modernos. Este costume perdurou durante vários séculos e "o pajem africano" se tornou um equipamento importante do estilo barroco e rococó. O personagem é freqüentemente ilustrado em literatura e filme, particularmente em uma certa era:
- No filme de Alfred Hitchcock, Ladrão de casaca, de 1955, um detetive disfarçado usa o traje de seu "pajem africano" um traje de baile.
- Valentim Nwanze interpretou "um pajem africano" que assistia James Graham, o Marquês de Montrose no filme Rob Roy.
- "Koko", o criado imaginário de uma ópera diva, é interpretado como um pajem africano em uma Noz na Ópera por Maurice Vellekoop.
- Pajens decorativos aparecem em uma cena na sala de desenho em Persuasion.

Este tipo de pajem quase não é ouvido hoje fora de residências reais, embora as funções e a posição da United States House of Representatives Page (Casa de Pajens Representativos dos Estados Unidos)] sejam uma continuação clara do precedente mais recente.

## Pajens do governo dos Estados Unidos
Muitos corpos de estados nivelam pajens como assistentes de Senadores, Representantes e/ou Delegados durante a sessão. Eles principalmente executam pequenas tarefas como fazer incumbências, entrega de café ou assistência de um falante com gestos.
- Na Assembléia Geral VA os pajens vão de jovens garotos e garotas entre 13 e 15 anos. Eles assistem Senadores e Delegados com entrega e mensagens.
- No Congresso de Estados Unidos, os pajens são colegiais. O processo de aplicação é muito competitivo. Eles estão sempre presentes no andar de Casa e Senado durante a sessão para assistir o procedimento como necessário.

## Pajem japonês
O pajem japonês conhecido como Koshō (小姓) ou Koshō (小性), era uma função exercida por jovens rapazes na Idade Média japonesa. Eles exerciam inúmeras tarefas, principalmente de secretariado e serviam como companhia e guarda-costas pessoais de seus mestres, os samurais generais. Eles eram disciplinados em etiqueta da alta classe e nas artes da guerra e passavam o dia-a-dia ao lado de seu mestre. Muitos até tinham relacionamento servo-vassalo sob o Shūdō, que era largamente respeitado no Japão.